# Лебедєва Ольга Олегівна
Ольга Олегівна Лебедєва (нар. 6 листопада 1965, Москва) — радянська і російська акторка. Заслужена артистка Російської Федерації (2006).

## Життєпис
Ольга Лебедєва народилася 6 листопада 1965 року в Москві.
Знімається в кіно з 1984 року.
У 1987 році закінчила ВТУ імені М. С. Щепкіна (курс О. Соломіної та Ю. Соломіна). З 1989 року — акторка московського театру «У Никитских ворот», де є однією з ведучих акторок театру. Також грає в «Театріумі на Серпуховці» (вистава «Електричка») і в Лобненському театрі «Камерна сцена».
Викладає акторську майстерність в «Московському обласному коледжі мистецтв» [Архівовано 22 березня 2019 у Wayback Machine.], а також в «Інституті Російського театру» під керівництвом Марка Розовського [Архівовано 19 березня 2019 у Wayback Machine.]. У 2011 році Ольга Лебедєва знялася у фільмі своїх студентів-випускників Інституту Російського театру — «І назавжди в очах зоряне небо…».

## Театральні роботи
«Театр „У Никитских ворот“ під керівництвом Марка Розовського»
- Соня в «Дяді Вані» Антона Чехова,
- Ольга Петрівна в «Романі про Дівчаток» Володимира Висоцького,
- Варя у «Вишневому саду» А. Чехова,
- Дезі в «Носорогах» Ежена Йонеско,
- Оля у виставі «Ох!» Марка Розовського,
- Шарлотта в «Дон Жуані» Ж. Б. Мольєра,
- Луїза в «Бенкеті під час чуми» Олександра Пушкіна,
- Крошка в «Собаках» Костянтина Сергієнкоа
- Джульєтта у «Гей, Джульєтта!» Е. Кішона
- Олена Сергіївна в «Дорога Олена Сергіївна[3]» Л. Розумовської
- Грейс у «Над прірвою в житі[4]» Д. Селінджера

«Театріум на Серпуховці» під керівництвом Терези Дурової"
- Тамара в «Електричці» Тетяни Михайлюк

Драматичний театр в Лобні «Камерна сцена»
- Лідія Жільбер у «Старомодній комедії» Олексія Арбузова,
- Наречена в «Кімнаті нареченої» Валентина Красногорова

## Фільмографія
1. 1984 — Манька
2. 1987 — Везуча — Світлана, подруга
3. 1988 — Бризки шампанського — медсестра
4. 1989 — Сталінград — Надя
5. 1990 — Рок-н-рол для принцес — Флоріна
6. 1991 — Зброя Зевса
7. 1992 — Анкор, ще анкор! — Віра Довбило, лейтенантка
8. 1992 — Гамбрінус — Сонька
9. 1992 — Божевільне кохання
10. 1993 — Ангели смерті — Надя
11. 1999 — Два Набокових — сестри-акробатки
12. 2004 — МУР є МУР
13. 2004 — 2013 — Кулагін і партнери — епізоди
14. 2005 — Ад'ютанти любові — галаслива особа
15. 2005 — Олександрівський сад — Брянцева
16. 2007 — Хто в домі господар? — Марія Іванівна
17. 2010 — Злочин буде розкрито-2 — Наталія Іванівна
18. 2011 — Й назавжди в очах зоряне небо… — продавчиня і дивна жінка

## Визнання та нагороди
- 1989 — володарка премії «Перший на Фрінджі» Единбурзького театрального фестивалю за роль Лізи у виставі «Бідна Ліза».
- 1992 — у телевізійному конкурсі «Петербурзький ангажемент» зайняла 1-е місце.
- 1995 — була номінована на премію за найкращу жіночу роль учениці у виставі «Урок» на фестивалі Йонеско в місті Кишиневі.